# Шульман, Георгий Евгеньевич
Георгий Евгеньевич Шульман (19 августа 1929 года, Киев — 13 ноября 2016) — гидробиолог, ихтиолог; доктор биологических наук, профессор, лауреат Государственной премии Украины. Заслуженный деятель науки и техники Украины. Специалист в области физиологической и биохимической зоологии и экологии морских животных (рыб и беспозвоночных), член-корреспондент Национальной академии наук Украины (1995).

## Биография
Георгий Евгеньевич в 1953 году окончил биологический факультет Харьковского государственного университета. С 1953 по 1965 год работал в Азово-Черноморском научно-исследовательском институте морского рыбного хозяйства и океанографии (АзЧерНИРО) сначала в лаборатории ихтиологии, а с 1962 года заведующим организованной им лаборатории физиологии рыб — первой подобной лаборатории в Азово-Черноморском бассейне. С 1965 года работал в Севастополе в отделе физиологии животных Института биологии южных морей сначала старшим научным сотрудником, а с 1972 года заведующим отделом. В 1959 году Георгий Евгеньевич успешно защитил кандидатскую диссертацию по биологии азовской хамсы, а 1970 году докторскую, посвященную жизненным циклам азово-черноморских рыб (специальность «ихтиология»). В 1979 году утвержден в звании профессора, а в 1995 году был избран членом-корреспондентом НАН Украины по специальности «гидробиология».
Г. Е. Шульман являлся содиректором от Института биологии южных морей программы НАТО, имел тесные научные связи с зарубежными странами. Георгий Евгеньевич является представителем Украины в Европейском Морском биологическом Обществе, членом Международного Совета по экоэтике, долгое время был заместителем председателя научно-консультативного совета по экологической физиологии и биохимии рыб при Ихтиологической комиссии Министерства Рыбного хозяйства в Москве, членом бюро и пленума этой комиссии, членом Научного Совета по программе «Гидробиология, ихтиология и использование биоресурсов» РАН, вице-президентом Украинского Гидроэкологического общества. Был организатором и руководителем многих научных конференций, симпозиумов и школ.
Умер 13 ноября 2016.

## Вклад в науку
Г. Е. Шульману принадлежат фундаментальные исследования жизненных циклов массовых видов рыб Чёрного и Азовского морей, закономерностей их зимовальных и нерестовых миграций, адаптаций к температуре и газовому режиму, баланса вещества и энергии в популяциях и их продуктивности. Им разработана теория альтернативных метаболических стратегий, лежащих в основе биоразнообразия и биологического прогресса, имеющая общезоологическое значение. Георгием Евгеньевичем обоснован комплексный физиолого-биохимический подход к характеристике периодов годового цикла рыб и этапов их онтогенеза, показаны доминирующая роль обеспеченности пищей в динамике численности популяций и решающее значение функциональной активности в пищевой конкуренции на внутри- и межвидовом уровнях. Выявлены тонкие механизмы, обеспечивающие эту активность. Обнаружена удивительная способность рыб и беспозвоночных сохранять высокий жизненный уровень в условиях дефицита кислорода, и расшифрованы метаболические пути, позволяющие видам и популяциям осваивать новые ареалы в условиях, близких к экстремальным. Участник и организатор более 40 научных экспедиций, Георгий Евгеньевич имел большое число учеников и последователей, работающих в ИнБЮМе и во многих научных учреждениях. Под его руководством быди защищены 25 кандидатских и 3 докторских диссертации. Многие годы Георгий Евгеньевич читал спецкурс для студентов Симферопольского (ныне Таврического национального) университета, неоднократно читал лекции в университетах Великобритании, Франции, Италии, Турции, Израиля.
Г. Е. Шульман — заместитель главного редактора «Морского экологического журнала» и главный редактор межведомственного сборника «Экология моря», а также член редколлегии журнала «Рыбное хозяйство Украины». Он — автор нескольких популярных книг, посвященных морской тематике — автор около 300 научных статей и 10 монографий, три из которых опубликованы за рубежом, трех научно-популярных книг и трех сборников поэзии. В 1974 году его монография «Физиолого-биохимические особенности годовых циклов рыб» была переведена на английский язык и издана в США, а в последние годы совместно с шотландским ученым М. Лавом (теперь иностранным членом Национальной Академии Наук Украины) была написана книга «The Biochemical Ecology of Marine Fishes», которая издана в 1999 году в Великобритании (Academic Press, London).

## Награды и премии
- Награждён дипломом Первой степени на Всеукраинской выставке достижений народного хозяйства в Киеве за создание метода прогнозирования сроков и характера миграций азовской хамсы, имеющего большое значение для рыбной промышленности (1988).
- Вместе с группой сотрудников отдела получил Первый приз на конкурсе Фонда Форда за работу «Защита Чёрного моря от биологической катастрофы» (2001).
- Получил «Медаль Почёта Тысячелетия» от Американского Биографического Института.
- В 2007 году члену-корреспонденту НАН Украины Георгию Евгеньевичу было присвоено почетное звание «Заслуженный деятель науки и техники Украины» и присуждена Государственная премия Украины в области науки и техники 2007 года за цикл коллективных научных работ «Продуктивность, биоразнообразие и экологическая безопасность Чёрного моря и перспективных для Украины регионов Мирового океана».
- В 2008 году был награждён премией Международной комиссии по вопросам защиты Чёрного моря от загрязнения за плодотворный вклад в исследование этого морского бассейна.